# Danh sách thân vương Transylvania (1570–1711)
Dưới đây là danh sách các Thân vương cai trị Transylvania trong khoảng thời gian mà vùng lãnh thổ này phụ thuộc đế quốc Ottoman.

## Trước năm 1599
| Tên                    | Chân dung   | Năm sinh - năm mất                                     | Cha - mẹ                                 | Thời gian trị vì                           | Hôn nhân                                                                                           | Ghi chú |
| ---------------------- | ----------- | ------------------------------------------------------ | ---------------------------------------- | ------------------------------------------ | -------------------------------------------------------------------------------------------------- | --- |
| John Sigismund Zápolya | không khung | 7 tháng 7 năm 1540 - 14 tháng 3 năm 1571               | John I của Hungary - Isabella của Ba Lan | 16 tháng 8 năm 1570 - 14 tháng 3 năm 1571  | Không có                                                                                           | Cải đạo từ Công giáo sang đạo Tin lành rồi cuối cùng là thần học Calvin. Là người Nhất vị luận đầu tiên cai trị một thực thể chính trị ở Hungary. Thân vương quốc của ông phải vừa phải đối phó với cả nội loạn lẫn chiến tranh với Ferdinard I, người cũng tự mình tuyên bố là vua của Hungary. Chết trẻ và không có con nối dõi.                   |
| Stephen Báthory        | không khung | 27 tháng 9 năm 1533 - 12 tháng 12 năm 1586             | Stephen VIII Báthory - Catherine Telegdi | 25 tháng 5 năm 1571 - 13 tháng 12 năm 1586 | Anna Jagiellonka (18 tháng 10 năm 1523 - 9 tháng 9 năm 1596) 1 tháng 5 năm 1576 Không có con       | Lên ngôi Thân vương năm 1571. Ông lãnh đạo quân đội Hungary đánh dẹp các cuộc tấn công của phe ủng hộ Gáspár Bekes, một quý tộc người Hungary phản đối vấn đề bầu người lãnh đạo vùng Transylvania. Lợi dụng xung đột của nhà Habsburg và đế quốc Thổ đế tăng cường sức mạnh cho Thân vương quốc. Sau là vua Ba Lan.                                 |
| Sigismund Báthory      | không khung | 20 tháng 3 năm 1572[hu]/1573[en] - 27 tháng 3 năm 1613 | Sigismund Báthory - Elisabeth Bocskai    | 8 tháng 7 năm 1586- cuối tháng 7 năm 1594  | Maria Christina của Áo (10 tháng 11 năm 1574 - 6 tháng 3 năm 1621) 6 tháng 8 năm 1595 Không có con | Là một tín đồ Công giáo nhiệt thành. Trong thời kỳ của ông, Transylvania tham gia vào liên minh Thần thánh chống Thổ Nhĩ Kỳ nhưng không thành công. Từ chức vào cuối năm 1597 nhưng sớm quay trở lại. Bị cáo buộc chống lại hoàng đế Rudolf II bởi cấp dưới của mình khi ở Praha. Mất vì đau tim sau khi được thả ra bởi nhà Habsburg ở Libochovice. |

## Trường chiến Thổ Nhì Kỳ (1593 - 1604)
| Tên               | Chân dung   | Năm sinh - năm mất                                     | Cha - mẹ                                                | Thời gian trị vì                                  | Hôn nhân                                                                                           | Ghi chú |
| ----------------- | ----------- | ------------------------------------------------------ | ------------------------------------------------------- | ------------------------------------------------- | -------------------------------------------------------------------------------------------------- | --- |
| Balthasar Báthory | không khung | 1560 - 11 tháng 9 năm 1594                             | Andrew Báthory xứ Somlyo - Margarita Majláth xứ Szatmár | Khoảng cuối tháng 7 năm 1594 - 8 tháng 8 năm 1594 | Zsuzsanna Kendi Không rõ tình trạng hôn nhân                                                       | Phản đối chiến tranh với Ottoman. Sau khi ông lên làm thân vương một thời gian ngắn thì bị Sigismund bắt giam sau khi ông này khôi phục được quyền lực. Bị thắt cổ trong nhà giam không lâu sau khi bị bắt |
| Sigismund Báthory | không khung | 20 tháng 3 năm 1572[hu]/1573[en] - 27 tháng 3 năm 1613 | Sigismund Báthory - Elisabeth Bocskai                   | 8 tháng 8 năm 1594 - 23 tháng 3 năm 1598          | Maria Christina của Áo (10 tháng 11 năm 1574 - 6 tháng 3 năm 1621) 6 tháng 8 năm 1595 Không có con | Là một tín đồ Công giáo nhiệt thành. Trong thời kỳ của ông, Transylvania tham gia vào liên minh Thần thánh chống Thổ Nhĩ Kỳ nhưng không thành công. Từ chức vào cuối năm 1597 nhưng sớm quay trở lại chức vụ. Bị cáo buộc chống lại hoàng đế Rudolf II bởi cấp dưới của mình khi ở Praha. Mất vì đau tim sau khi được thả ra bởi nhà Habsburg ở Libochovice. |

Năm 1398, Transylvania nằm dưới quyền cai trị của một ủy viên đế quốc của Rudolf II như là một phần của cuộc chiến với Thổ.
| Tên               | Chân dung   | Năm sinh - năm mất                                     | Cha - mẹ                              | Thời gian trị vì                          | Hôn nhân                                                                                           | Ghi chú |
| ----------------- | ----------- | ------------------------------------------------------ | ------------------------------------- | ----------------------------------------- | -------------------------------------------------------------------------------------------------- | --- |
| Sigismund Báthory | không khung | 20 tháng 3 năm 1572[hu]/1573[en] - 27 tháng 3 năm 1613 | Sigismund Báthory - Elisabeth Bocskai | 22 tháng 8 năm 1598 - 21 tháng 3 năm 1599 | Maria Christina của Áo (10 tháng 11 năm 1574 - 6 tháng 3 năm 1621) 6 tháng 8 năm 1595 Không có con | Là một tín đồ Công giáo nhiệt thành. Trong thời kỳ của ông, Transylvania tham gia vào liên minh Thần thánh chống Thổ Nhĩ Kỳ nhưng không thành công. Từ chức vào cuối năm 1597 nhưng sớm quay trở lại chức vụ. Bị cáo buộc chống lại hoàng đế Rudolf II bởi cấp dưới của mình khi ở Praha. Mất vì đau tim sau khi được thả ra bởi nhà Habsburg ở Libochovice. |
| Andrew Báthory    |             | 1563 - 31 tháng 10 hoặc 3 tháng 11 năm 1599            | Andrew Báthory - Margit Majláth       | 29 tháng 3 năm 1599 - 3 tháng 11 năm 1599 | János Iffjú 3 tháng 7 năm 1594 Không có con                                                        | Từng là Hồng y trước khi được bầu. Xung đột với Sigismund Báthory liên quan đến vấn đề về các tín hữu Kháng Cách tạI Transylvania. Bị lật đổ bởi Michael Dũng cảm trong trận Șelimbăr. Bị bắt và sau đó là bị chặt đầu bởi các nông nô người Székelys trong khi đang trốn thoát qua Ba Lan.                                                                  |

Sau đó, Michael Dũng cảm được chỉ định làm lãnh đạo xứ Transylvania. Điều này sớm được được công nhận bởi Hội đồng Hoàng gia Đế quốc La Mã Thần thánh. Đến ngày 6 tháng 6 năm 1600, sau khi đánh chiếm Moldavia, Michael tự xưng với danh xưng "Bởi sự ân điển của Chúa, nhà cai trị của xứ Wallachia, Moldavia và xứ Transylvania". Đến tháng 10, sau khi thua tại trận Mirăslău, Michael buộc phải rút khỏi đây và Giorgio Basta được cử làm thống đốc của vùng. Sau đó đến ngày 24 tháng 3 năm 1601, Sigismund quay trở lại cùng với quân Ba Lan và chiếm quyền kiểm soát xứ này lần cuối cùng.
| Tên               | Chân dung   | Năm sinh - năm mất                                     | Cha - mẹ                              | Thời gian trị vì                         | Hôn nhân                                                                                           | Ghi chú |
| ----------------- | ----------- | ------------------------------------------------------ | ------------------------------------- | ---------------------------------------- | -------------------------------------------------------------------------------------------------- | --- |
| Sigismund Báthory | không khung | 20 tháng 3 năm 1572[hu]/1573[en] - 27 tháng 3 năm 1613 | Sigismund Báthory - Elisabeth Bocskai | 3 tháng 4 năm 1601 - 30 tháng 6 năm 1602 | Maria Christina của Áo (10 tháng 11 năm 1574 - 6 tháng 3 năm 1621) 6 tháng 8 năm 1595 Không có con | Là một tín đồ Công giáo nhiệt thành. Trong thời kỳ của ông, Transylvania tham gia vào liên minh Thần thánh chống Thổ Nhĩ Kỳ nhưng không thành công. Từ chức vào cuối năm 1597 nhưng sớm quay trở lại chức vụ. Bị cáo buộc chống lại hoàng đế Rudolf II bởi cấp dưới của mình khi ở Praha. Mất vì đau tim sau khi được thả ra bởi nhà Habsburg ở Libochovice. |

Trong khoảng thời gian từ năm 1601 - 1603 (tức là song song và sau khi thời kỳ cai trị của Sigismund kết thúc), Giorgio Basta tiếp tục quản lý vùng lãnh thổ, hoặc một phần, hoặc toàn bộ Transylvania. Đến khoảng giữa năm 1603, Moses Székely, một quý tộc người Székely, đánh đuổi người Áo ra khỏi một phần bộ phận lãnh thổ của vùng dưới sự trợ giúp của người Thổ-Tatar và tuyên bố là thân vương xứ Transylvania.
| Tên           | Chân dung   | Năm sinh - năm mất            | Cha - mẹ                              | Thời gian trị vì                 | Hôn nhân                                                                              | Ghi chú |
| ------------- | ----------- | ----------------------------- | ------------------------------------- | -------------------------------- | ------------------------------------------------------------------------------------- | --- |
| Móses Székely | không khung | c. 1553 - 17 tháng 7 năm 1603 | János Literáti Székely - Không rõ tên | 15 tháng 4 - 17 tháng 3 năm 1603 | Không rõ thông tin ở lần kết hôn đầu tiên Anna Kornis (? - 1603) c.1585 Một người con | Ông tiếp tục đẩy lùi người Áo ra khỏi đại bộ phận lãnh thổ của mình sau khi nhận chức. Là người nhất vị luận thứ 2 cai trị lãnh thổ. Chết trận trong chiến bại tại Brașov trước liên quân Áo-Wallachia. |

Người Wallachia dưới quyền cai trị của thân vương của xứ là Radu Şerban sau đó có chiếm lấy Transylvania một thời gian ngắn. Đến hết tháng 9 năm 1603, Transylvania rơi vào tay nhà Habsburg trở lại.

## Trước năm 1711
Sau khởi nghĩa Bocskai (Người Hungary còn gọi với cái tên Chiến tranh giành độc lập của István Bocskai), Transylvania lại một lần nữa bầu được thân vương. Lần này là István Bocskai, con của một quý tộc người Hungary, người từng là thành viên của hội đồng quản lý Transylvania (hội đồng được thành lập bởi Christopher Báthory, một quý tộc của nhà Báthory).
| Tên                      | Chân dung   | Năm sinh - năm mất                          | Cha - mẹ                                | Thời gian trị vì                                                                      | Hôn nhân | Ghi chú |
| ------------------------ | ----------- | ------------------------------------------- | --------------------------------------- | ------------------------------------------------------------------------------------- | --- | --- |
| István Bocskai           | không khung | 1 tháng 1 năm 1557 - 29 tháng 12 năm 1606   | György Bocskai - Krisztina Sulyok       | 21 tháng 2 năm 1605 - 29 tháng 12 năm 1606                                            | Margit Hagymássy(1560 - 1604) Cuối năm 1583 Không có con | Sau khi được bầu, Itsván phải đối đầu với cuộc xâm lăng của người Ottoman. Hòa đàm với Thổ không thành buộc ông phải nương nhờ sự trợ giúp của người Áo với Hòa ước Viên. Mất do chứng phù nề. |
| Sigismund Rákóczi        | không khung | c. 1544 - 5 tháng 12 năm 1608               | János Rákóczi - Sára Némethy            | 11 tháng 2 năm 1607 - 5 tháng 3 năm 1608                                              | Judit Alaghy Békény (1560 - 29 tháng 7 năm 1591) 18 tháng 6 năm 1587 1 người con Anna Gerendi (? - 1596) 1592 3 người con Thelegdy Borbála (? - 31 tháng 3 năm 1616) Tháng 5 năm 1596 3 người con | Thời kỳ cai trị của ông nổi bật với sự nổi loạn của các Hajdús dưới sự trợ giúp của người Thổ. Từ chức để tránh nội chiến. |
| Gábor Báthory            | không khung | 15 tháng 8 năm 1589 - 27 tháng 10 năm 1613  | István Báthory - Zsuzsanna Bebek        | 7 tháng 3 năm 1608 - 22 tháng 10 năm 1613                                             | Anna Horváth Palocsai (c.1590 - 1628) 1607 Không có con | Ông tiến hành đánh chiếm đất của người Sachsen-Transylvania và tiến quân vào Szeben vào năm 1610. Tiến hành đàm phán bí mật với người Áo nhằm loại người Wallachia và sau là cả Ottoman ra khỏi vòng chiến (khi không được sự đồng ý từ phía Thổ) nhưng thất bại. Khi người Thổ tiến quân vào Transylvania cùng với các đồng minh của mình. Bị hội đồng Ba dân tộc phế truất tại Gyulafehérvár và sau đó là ám sát trên đường về Várad. |
| Gábor Bethlen            | không khung | 15 tháng 11 năm 1580 - 25 tháng 11 năm 1629 | Bethlen Farkas - Lázár Druzsina         | 23 tháng 10 năm 1613 - 15 tháng 11 năm 1629                                           | Zsuzsanna Károlyi (1585 - 13 tháng 5 năm 1622) Tháng 8 năm 1605 3 người con Catherine xứ Brandenburg 2 tháng 3 năm 1626 Không có con.                                                             | Là một người theo đạo Calvin, ông được Ottoman sử dụng để chống lại Áo cùng các đồng minh Công giáo của họ. Ông chỉ huy một số chiến dịch chống Hajdús cũng như khởi binh tiến đánh đất Áo nhưng không thành. |
| Catherine xứ Brandenburg | không khung | 28 tháng 5 năm 1604 - 27 tháng 8 năm 1649   | John Sigismund - Anna của Phổ           | 15 tháng 11 năm 1629 - 21 tháng 9 năm 1630                                            | Gabór Bethlen 2 tháng 3 năm 1626 Không có con Franz Karl xứ Saxe-Lauenburg (2 tháng 5 năm 1594 - 30 tháng 10 năm 1660) 27 tháng 8 năm 1639 Không có con                                           | Thời kỳ bà cai trị đánh đấu sự đấu đá nội bộ giữa các phe phái trong nội bộ Hội đồng nhà nước Transylvania, dẫn đến việc Hội đồng phải ra lệnh siết chặt hơn các hành động của các nghị viên dựa chức đứng đầu một vài lĩnh vực như: kinh tế, các tổ chức chính trị,... ở quốc gia này. Bà từ chức không lâu sau quyết định này. |
| István Bethlen           | không khung | 1582 - 10 tháng 1 năm 1648                  | Bethlen Wolf - Lazarus Druzhina         | 28 tháng 9 - 26 tháng 11 năm 1630                                                     | Csáky Krisztina (? - ?) Không rõ ngày kết hôn 6 người con Katalin Károlyi (1588 - 1635) Không rõ ngày kết hôn Không có con                                                                        | Tạm quyền cai trị Transylvania trong thời gian ngắn trước khi bị Catherine xứ Brandenburg chính thức chọn György I Rákóczi là người cai trị tiếp theo của vùng đất. Sau này vào năm 1636, ông mua chuộc được tổng trấn (pasha) của Buda giúp ông lật đổ Rákócki I nhưng không thành công. |
| György I. Rákóczi        | không khung | 8 tháng 6 năm 1593 - 11 tháng 10 năm 1648   | Sigismund Rákóczi - Gerendi Anna        | 1 tháng 12 năm 1630 - 11 tháng 10 năm 1648                                            | Katalin Bethlen Không rõ tình trạng hôn nhân Zsuzsanna Lorántffy (c. 1600 - 18 tháng 4 năm 1660) 16 tháng 4 năm 1616 4 người con                                                                  | Tham chiến trong chiến tranh 30 năm theo phe Tin Lành chống lại người Áo và cả gia tộc Drugeth. Dưới thời của ông, Thanh giáo trở nên hưng thịnh. |
| György II Rákóczi        | không khung | 30 tháng 1 năm 1621 - 7 tháng 6 năm 1660    | György I. Rákóczi - Zsuzsanna Lorántffy | 11 tháng 10 năm 1648 - 25 tháng 10 năm 1657                                           | Zsófia Báthory (1629 - 14 tháng 6 năm 1680) 3 tháng 2 năm 1643 1 người con | Lần cai trị đầu: Ông liên minh với quân Thụy Điển tham chiến ở Ba Lan trong chiến tranh Bắc Âu lần hai nhưng không thành công. Bị quân của Hãn quốc Krym phá hủy toàn bộ quân đội của mình khi rút lui về đất Hungary. Bị quốc hội phế truất lần một dưới sự ủy quyền của đế quốc Ottoman vì gây chiến mà không được người Thổ cho phép. |
| Francis Rhédey           | không khung | c. 1610 - 13 tháng 5 năm 1667               | Ferenc Rhédey -Katalin Károlyi          | 2 tháng 11 năm 1657 - 9 tháng 1 năm 1658                                              | Bethlen Druzsina (c 1614 - khoảng giữa 13 tháng 10 năm 1667 và năm 1671) 1635 1 người con | Ông được tín nhiệm giữ chức sau khi các thành viên hội đồng của Transylvania phế truất vị thân vương tiền nhiệm. Bị buộc phải từ chức, có lẽ do sức ép quân sự của Gyögy II (Ferenc không có bất cứ một đội quân nào trong tay khi Gyögy khởi binh). |
| György II Rákóczi        | không khung | 30 tháng 1 năm 1621 - 7 tháng 6 năm 1660    | György I. Rákóczi - Zsuzsanna Lorántffy | 14 tháng 1 năm 1658 - 30 tháng 3 năm 1659 và 24 tháng 9 năm 1659 - 7 tháng 9 năm 1660 | Zsófia Báthory (1629 - 14 tháng 6 năm 1680) 3 tháng 2 năm 1643 1 người con | Các lần tiếp theo: Được bầu chọn bởi hội đồng ở Transylvania và sau đó bị Thổ dùng áp lực quân sự buộc từ chức một phần. Tuy nhiên, ông vẫn nắm giữ một phần vùng lãnh thổ và do đó vẫn được coi là Thân vương của vùng trong một vài khoảng thời gian nhất định. Bị chết do một vết thương ở đầu trong trận Szászfenes. |
| Ákos Barcsay             | không khung | c.1619 - nửa đầu năm 1661                   | Sándor Barcsay - Palatics Erzse         | 7 tháng 10 năm 1658 - 31 tháng 12 năm 1660                                            | Erzsébet Szalánczy (? - 1659/1660) Trước năm 1655 Không có con Izabella Bánffy (c. 1640 - c.1680) 1660 Không có con                                                                               | Được bầu làm người đứng đầu Transylvania theo lệnh của Thổ Nhĩ Kỳ và được phía Thỗ trợ giúp khi có sự can thiệp của Gyögy II nhằm chống lệnh của phía Thổ. Dưới thời ông, lần đầu tiên Transylvania có được quốc huy của riêng mình. Bị thân vương kế nhiệm xử tử. |
| János Kemény             | không khung | 14 tháng 12 năm 1607 - 23 tháng 1 năm 1662  | Hard Boldizsár - Zsófia Tornyi          | 1 tháng 1 năm 1661 - 23 tháng 1 năm 1662                                              | Zsuzsanna Kállay 1632 2 người con Anna Lónyay 1659 Không có con | Từng bị bắt bởi người Tatar vào năm 1657 sau chiến dịch thất bại tại Ba Lan, nhưng được thả ra nhờ trả tiền chuộc 2 năm sau đó. Sau khi được bổ nhiệm không lâu, ông tuyên bố ly khai khỏi đế quốc Ottoman, điều có lẽ khởi nguồn do các hành động trước đó của chính quyền trung ương Thổ coi thường các quyết định của Hội đồng 3 đẳng cấp Transylvania. Sau đó, ông bị liên quân Thổ-Tatar đánh bại và phải chạy trốn đến Áo. Sau đó, ông có về làm phản nhờ sự trợ giúp của quân Áo nhưng bị quân Áo phản bội và bị lính Thổ giết chết tại Nagyszőllős. |
| Mihály I Apafi           | không khung | 3 tháng 11 năm 1632 - 15 tháng 4 năm 1690   | György Apafi - Petky Bora               | 14 tháng 9 năm 1661 - 15 tháng 4 năm 1690                                             | Anna Bornemisza (c.1630 - 5 tháng 8 năm 1688) 10 tháng 6 năm 1653 7 người con | Được quân Thổ đưa lên làm thân vương xứ Transylvania bằng vũ lực. Đối mặt với sức ép quân sự từ Đức trong quá trình lên ngôi nhưng nhanh chóng hóa giải được. Miễn cưỡng tham gia chiến tranh Áo - Thổ theo phe Thổ nhưng bí mật đám phán để gia nhập các nước chống Thổ. Các nỗ lực này dường như không thành công và Michael I chỉ huy quân Thổ và các nhóm phiến loạn ở miền Bắc Hungary chống lại Leopold I cho đến trận Viên năm 1683. Mất tại Fogaras vào năm 1690.                                                                                   |
| Mihály II Apafi          | không khung | 13 tháng 10 năm 1676 - 1 tháng 2 năm 1713   | Michael I Apafi - Anna Bornemissza      | 10 tháng 6 năm 1690 - 21 tháng 9 năm 1690                                             | Katalin Bethlen (? - 4 tháng 1 năm 1725) 30 tháng 6 năm 1694 Không có con | Được Ottoman công nhận là người kế ngôi cho Mihály nhưng đến khi cha ông mất thì Ottoman lại công nhận Imre là người kế vị. Leopold lúc đầu ủng hộ ông kế vị nhưng sau đó lại bội ước và đưa quân chiếm Transylvania. Ông nhận tiến từ Leopold I và mất tại thành Viên khi chỉ mới 36 tuổi. |
| Imre Thököly             | không khung | 25 tháng 9 năm 1657 - 13 tháng 9 năm 1705   | István Thököly - Mária Gyulaffy         | 22 tháng 9 - 25 tháng 10 năm 1690                                                     | Ilona Zrínyi (1643/1652 - 18 tháng 2 năm 1703) 1682 3 người con | Có quan điểm đối nghịch với nhà Habsburg. Tiến hành các hành động có vũ trang dưới sự giúp sức của Ottoman chống lại Áo nhưng thất bại. Xen kẽ vào đó là các hoạt động ngoại giao của Imre nhằm cố gắng hòa đàm với Áo nhưng cũng không thành công. Có thời gian ngắn làm thân vương nhưng bị người Áo dưới sự chỉ huy của Phiên hầu tước Ludwig Wilhelm đẩy lui ra khỏi đất nước và phải sống lưu vong tại Đế quốc Ottoman. Năm 1705, ông mất tại Izmit.                                                                                                   |
| Mihály II Apafi          | không khung | 13 tháng 10 năm 1676 - 1 tháng 2 năm 1713   | Michael I Apafi - Anna Bornemissza      | 26 tháng 10 năm 1690 - 1701                                                           | Katalin Bethlen (? - 4 tháng 1 năm 1725) 30 tháng 6 năm 1694 Không có con | Được Ottoman công nhận là người kế ngôi cho Mihály nhưng đến khi cha ông mất thì Ottoman lại công nhận Imre là người kế vị. Leopold lúc đầu ủng hộ ông kế vị nhưng sau đó lại bội ước và đưa quân chiếm Transylvania. Ông nhận tiến từ Leopold I và mất tại thành Viên khi chỉ mới 36 tuổi. |
| Ferenc II Rákóczi        | không khung | 27 tháng 3 năm 1676 - 8 tháng 4 năm 1735    | Ferenc I Rákóczi - Ilona Zrínyi         | 8 tháng 7 năm 1704 - Tháng 2 năm 1711                                                 | Charlotte Amalie xứ Hessen-Wanfried-Eschwege (8 tháng 3 năm 1679 - 8 tháng 2 năm 1722) 26 tháng 9 năm 1694 3 người con                                                                            | Bị các điệp viên Áo phát hiện đang trong quá trình đàm phán với Pháp khi đáng ở thử đô Viên của Áo. Bị bắt giam ngay sau đó nhưng trốn thoát được, qua đó mở đầu cho cuộc chiến giành độc lập của Rakóczi. Thất bại trong cuộc chiến, ông tham gia hòa đàm tại Szatmár vào tháng 4 năm 1711 nhưng cũng không thành công. Không còn có ảnh hưởng nhiều đến hòa đàm, ông sang lưu vong tại Ba Lan và mất ở đó. |

Sau tháng 4 năm 1711, người Áo chính thức cai trị khu vực đến năm 1848.